# World Series of Poker 2000
Die World Series of Poker 2000 war die 31. Austragung der Poker-Weltmeisterschaft und fand vom 20. April bis 18. Mai 2000 im Binion’s Horseshoe in Las Vegas statt.

## Turniere

### Turnierplan

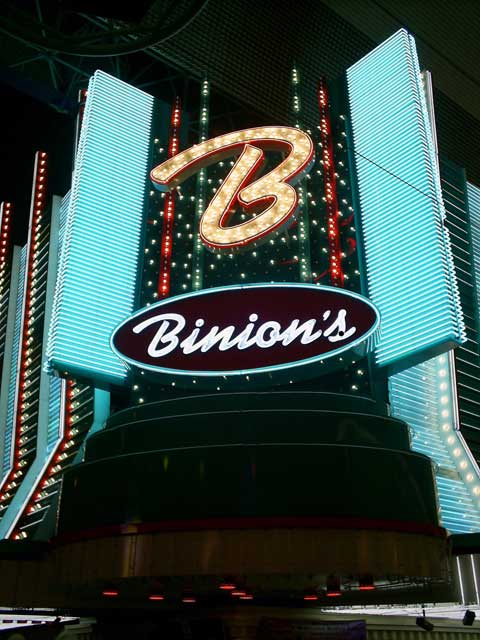
Das Binion’s Horseshoe in Las Vegas

Im Falle eines mehrfachen Braceletgewinners gibt die Zahl hinter dem Spielernamen an, das wievielte Bracelet in diesem Turnier gewonnen wurde.
| #  | Buy-in (in $) | Turnier                                          | Turnierbeginn | Teilnehmer | Sieger             | Herkunft               | Preisgeld (in $) |
| -- | ------------- | ------------------------------------------------ | ------------- | ---------- | ------------------ | ---------------------- | ---------------- |
| 1  | 00.500        | Casino Employees Limit Hold’em                   | 22. Apr. 2000 | 109        | Dave Alizadeth     | Vereinigte Staaten     | 0.021.800        |
| 2  | 02.000        | Limit Hold’em                                    | 25. Apr. 2000 | 496        | Tony Ma (2)        | Vereinigte Staaten     | 0.367.040        |
| 3  | 01.500        | Limit Seven Card Stud                            | 26. Apr. 2000 | 245        | Jerri Thomas       | Vereinigte Staaten     | 0.135.825        |
| 4  | 01.500        | Limit Omaha                                      | 27. Apr. 2000 | 143        | Ivo Donev          | Osterreich             | 0.085.800        |
| 5  | 01.500        | Limit Seven Card Stud Hi-Lo                      | 28. Apr. 2000 | 218        | Randy Holland (2)  | Kanada                 | 0.120.990        |
| 6  | 01.500        | Pot-Limit Omaha                                  | 29. Apr. 2000 | 156        | Johnny Chan (6)    | Vereinigte Staaten     | 0.179.400        |
| 7  | 01.500        | Limit Omaha Hi-Lo                                | 30. Apr. 2000 | 290        | Nat Koe            | Thailand               | 0.160.950        |
| 8  | 02.000        | No-Limit Hold’em                                 | 1. Mai 2000   | 396        | Diego Cordovez     | Vereinigte Staaten     | 0.293.040        |
| 9  | 02.500        | Limit Seven Card Stud                            | 2. Mai 2000   | 151        | Chris Ferguson     | Vereinigte Staaten     | 0.151.000        |
| 10 | 02.000        | Pot-Limit Hold’em                                | 3. Mai 2000   | 235        | James Athanas      | Vereinigte Staaten     | 0.173.900        |
| 11 | 03.000        | Limit Hold’em                                    | 4. Mai 2000   | 178        | Chris Tsiprailidis | Vereinigte Staaten     | 0.213.600        |
| 12 | 05.000        | No-Limit 2-7 Draw Lowball                        | 4. Mai 2000   | 030        | Jennifer Harman    | Vereinigte Staaten     | 0.146.250        |
| 13 | 02.500        | Limit Seven Card Stud Hi-Lo                      | 5. Mai 2000   | 129        | Joseph Wynn        | Vereinigte Staaten     | 0.129.000        |
| 14 | 02.500        | Pot-Limit Omaha                                  | 6. Mai 2000   | 100        | Phil Ivey          | Vereinigte Staaten     | 0.195.000        |
| 15 | 01.500        | Limit A-5 Lowball Draw                           | 7. Mai 2000   | 127        | Richard Dunberg    | Vereinigte Staaten     | 0.076.200        |
| 16 | 02.500        | Limit Omaha Hi-Lo                                | 8. Mai 2000   | 160        | Michael Sohayegh   | Vereinigte Staaten     | 0.160.000        |
| 17 | 01.500        | Limit Razz                                       | 9. Mai 2000   | 129        | Huck Seed (3)      | Vereinigte Staaten     | 0.077.400        |
| 18 | 03.000        | Pot-Limit Hold’em                                | 10. Mai 2000  | 200        | Mike Carson        | Vereinigte Staaten     | 0.222.000        |
| 19 | 05.000        | Limit Seven Card Stud                            | 11. Mai 2000  | 101        | David Chiu (3)     | Vereinigte Staaten     | 0.202.000        |
| 20 | 03.000        | No-Limit Hold’em                                 | 12. Mai 2000  | 301        | Chris Björin (2)   | Schweden               | 0.334.110        |
| 21 | 05.000        | Limit Omaha Hi-Lo                                | 13. Mai 2000  | 099        | Howard Lederer     | Vereinigte Staaten     | 0.198.000        |
| 22 | 05.000        | Limit Hold’em                                    | 14. Mai 2000  | 142        | Jay Heimowitz (5)  | Vereinigte Staaten     | 0.284.000        |
| 23 | 00.000        | Charity – No-Limit Hold’em                       | 14. Mai 2000  | 048        | Tim Ellis          | Vereinigtes Konigreich | 0.005.000        |
| 24 | 01.000        | Ladies Limit Hold’em & Seven Card Stud           | 14. Mai 2000  | 133        | Nani Dollison      | Vereinigte Staaten     | 0.053.200        |
| 25 | 10.000        | No Limit Hold’em Main Event – World Championship | 15. Mai 2000  | 512        | Chris Ferguson (2) | Vereinigte Staaten     | 1.500.000        |

### Main Event

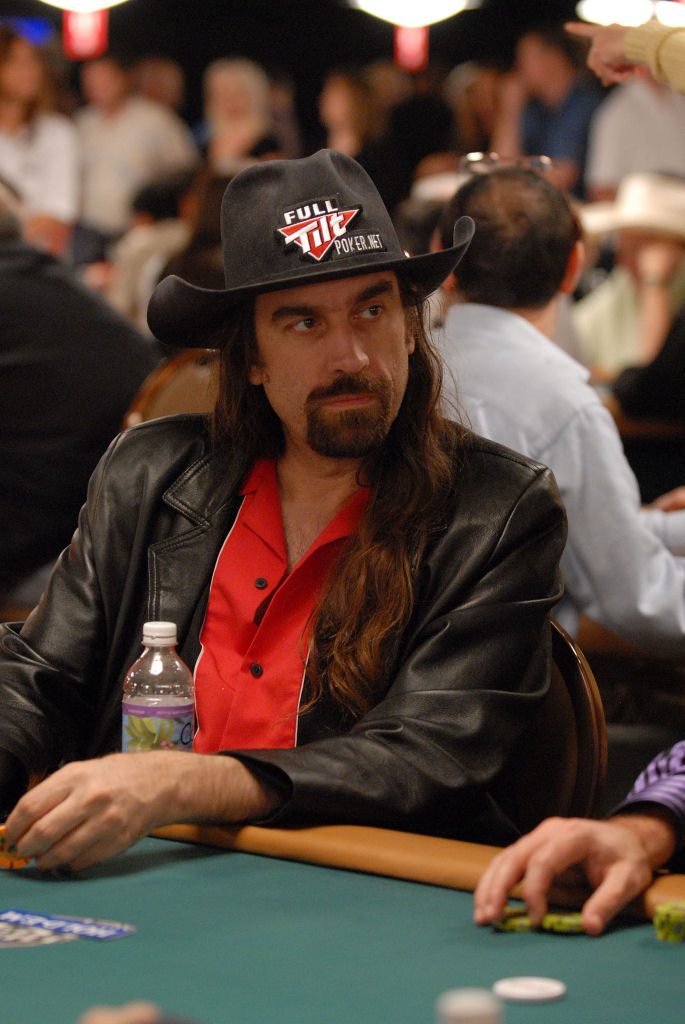
Chris Ferguson (2007)

Der Finaltisch wurde am 18. Mai 2000 letztmals mit nur sechs Spielern ausgespielt. In der finalen Hand gewann Ferguson mit A♠ 9♣ gegen Cloutier mit A♦ Q♣.
| Platz | Herkunft           | Spieler        | Preisgeld (in $) |
| ----- | ------------------ | -------------- | ---------------- |
| 1     | Vereinigte Staaten | Chris Ferguson | 1.500.000        |
| 2     | Vereinigte Staaten | T. J. Cloutier | 0.896.500        |
| 3     | Vereinigte Staaten | Steve Kaufman  | 0.570.500        |
| 4     | Vereinigte Staaten | Hasan Habib    | 0.326.000        |
| 5     | Vereinigte Staaten | James McManus  | 0.247.760        |
| 6     | Vereinigte Staaten | Roman Abinsay  | 0.195.600        |